# Nanyuan, Peking
Nanyuan (kinesiska: 南苑, 南苑街道) är ett stadsdelsdistrikt i Kina. Det ligger i Fengtai i storstadsområdet Peking, i den norra delen av landet, i huvudstaden Peking. Antalet invånare är 48 076. Befolkningen består av 23 684 kvinnor och 24 392 män. Barn under 15 år utgör 10,0 %, vuxna 15-64 år 81 %, och äldre över 65 år 8,0 %.